# Eric Milner
Eric Charles Milner (17 mai 1928 — 20 juillet 1997) est un mathématicien canadien qui a travaillé principalement en combinatoire et en théorie des ensembles.

## Biographie
Milner fréquente le King's College de Londres à partir de 1946. Il obtient son diplôme en 1949 (meilleur étudiant en mathématiques de son année) et une maîtrise en 1950 sous la direction de Richard Rado et Charles Coulson (chez qui il fait des recherches en mécanique quantique). En 1951, il prend un poste à la Straits Trading Company à Singapour pour l'analyse du cours de l'étain. Peu de temps après, il rejoint la faculté de mathématiques de l'université de Malaya à Singapour, où Alexander Oppenheim et Richard K. Guy travaillent déjà. En 1958, Milner séjourne en congé sabbatique à l'Université de Reading et en 1961 il y devient lecturer et commence des études de doctorat. Il obtient un doctorat à l'Université de Londres en 1963. Il rejoint ses anciens collègues de Singapour Richard Guy et Peter Lancaster en tant que professeur à l'Université de Calgary en 1967 ; il y dirige le département de mathématiques de 1976 à 1980. En 1973, il devient citoyen canadien et, en 1976, il devient membre de la Société royale du Canada. En 1974, il est conférencier plénier du Congrès international des mathématiciens à Vancouver

## Recherche
L'intérêt de Milner pour la théorie des ensembles a été suscité par les visites de Paul Erdős à Singapour et par sa rencontre avec András Hajnal lors d'un congé sabbatique à Reading. Milner a écrit 15 articles communs avec Paul Erdős. Milner a aussi généralisé le théorème de partition ordinale de Chen Chung Chang (exprimé dans la notation fléchée de la théorie de Ramsey) de
{\displaystyle \omega ^{\omega }\to (\omega ^{\omega },3)^{2}} à {\displaystyle \omega ^{\omega }\to (\omega ^{\omega },k)^{2}} pour tout k fini. Il est également connu pour le paradoxe de Milner-Rado (en). Milner s'est entre autres intéressé à la théorie des transversales, à l'intersection de la combinatoire et de la théorie des ensembles, qui est née de réflexions sur le théorème des mariages de Philip Hall. En 1974, il a donné une conférence plénière à ce sujet lors du Congrès international des mathématiciens (ICM) à Vancouver (Transversal Theory).

## Publications (sélection)
- avec Richard Rado, « The pigeon-hole principle for ordinal numbers », Proc. London Math. Soc. Série 3, vol. 15,‎ 1965, p. 750–768 (DOI 10.1112/plms/s3-15.1.750, MR 0190003)
- avec Karel Prikry, « Changing the depth of an ordered set by decomposition », Trans. Amer. Math. Soc., vol. 290, no 2,‎ 1985, p. 773–785 (DOI 10.1090/s0002-9947-1985-0792827-8 , MR 792827)
- avec Karel Prikry, « A partition theorem for triples », Proc. Amer. Math. Soc., vol. 97, no 3,‎ 1986, p. 488–494 (DOI 10.1090/s0002-9939-1986-0840635-8 , MR 840635)